# Усманов, Рустем Фатыхович
Рустем Фатыхович Усманов (тат. Рөстәм Фатыйх улы Усманов, 23 июня 1915, Красный Яр, Астраханская губерния, Российская империя — 31 марта 2006, Москва, Российская Федерация) — метеоролог, кандидат географических наук (1948), главный синоптик Гидрометцентра СССР (1946—1976).

## Биография
Родился 23 июня 1915 года в Красном Яру Астраханской губернии в семье учителя, заведующего русско-татарской школой.
С 1931 по 1936 год учился на кафедре геофизики Казанского университета. Уже в 1934 году начал работать в Гидрометеорологической службе Татарской АССР, где трудился до конца 1937 года. После призыва в РККА служил в авиационной части в Омске до конца 1938 года, затем устроился в Центральный институт метеорологических прогнозов в Москве. В 1940 году вернулся в Казань и работал ассистентом кафедры геофизики до начала войны.
С началом Великой Отечественной войны организовывал метеостанцию на авиационном заводе. В сентябре 1942 года вновь призван в Красную Армию инспектором метеослужбы Московского военного округа. Был направлен в Иран для организации метеослужбы Красной Армии. В 1943 году сопровождал правительственные самолёты в Тегеран и участвовал в борьбе с саранчой в Индии.
До августа 1945 года служил в Иране, после чего вернулся в Москву в Центральный институт прогнозов погоды, который позже стал Гидрометцентром СССР.
В 1950 году возглавил отдел климатологии Главной геофизической обсерватории в Ленинграде.
В 1951 году вернулся в Москву и продолжил работу в Центральном институте прогнозирования старшим научным сотрудником и заведующим сектором спутниковой метеорологии, а также работал в Лаборатории солнечно-земных связей Гидрометцентра СССР.
Участвовал в экспедициях в Антарктиду (1955–1956), Индийский океан (1959–1961) и на метеорологических судах «Воейков» и «Шокальский».
В 1960-е годы возглавлял государственную аттестационную комиссию по метеорологии, участвовал в конференциях и читал лекции студентам-метеорологам и астрономам..
После засухи 1972 года правительственная программа по изучению системы океан-атмосфера не дала ожидаемых результатов, и Усманов не был допущен к защите докторской диссертации, а спустя 4 года вышел на пенсию.
Скончался 31 марта 2006 года в Москве.

## Труды
Рустем Усманов прославился как автор книг и научных работ, связанных с гравитационной метеорологией, планетарной циркуляцией атмосферы и солнечно-земными связями. Был известен тем, что разработал методику прогнозирования тропических циклонов с учётом вращения Земли и солнечной радиации.

## Награды
- Орден «Знак Почета»